# Feldhockey-Weltmeisterschaft der Damen 2018
Die 14. Feldhockey-Weltmeisterschaft der Damen wurde vom 21. Juli bis 5. August 2018 im Lee Valley Hockey and Tennis Centre in London ausgetragen. Es traten 16 Nationalmannschaften in zunächst vier Gruppen und danach in Platzierungsspielen gegeneinander an. Insgesamt wurden 36 Länderspiele absolviert.
Titelverteidiger waren die Niederlande, die souverän zum achten Mal Weltmeister wurden.

## Ausrichter
Im März 2013, einen Monat nach Eröffnung des Vergabeprozesses für den Zeitraum 2014–2018 durch die Fédération Internationale de Hockey (FIH), kündigten die Verbände von Australien, Belgien, England und Neuseeland offiziell an, sich als Ausrichter der Weltmeisterschaft 2018 bewerben zu wollen. Zum Stichtag 31. August 2013 reichte der belgische Verband allerdings keine Bewerbungsunterlagen ein. Im Oktober 2013, etwa einen Monat vor der Vergabe, zog auch Australien seine Bewerbung aus „technischen und finanziellen Gründen“ zurück.
Am 7. November 2013 gab der Weltverband FIH in Lausanne bekannt, dass England Gastgeber der Weltmeisterschaft der Damen 2018 sei.

## Qualifikation
Neben Gastgeber England waren die fünf amtierenden Kontinentalmeister und zehn Qualifikanten aus dem FIH Hockey World League 2017 Semifinale in Brüssel und Johannesburg für die Weltmeisterschaft qualifiziert.
| Land                | qualifiziert als                        | Datum der Qualifikation | bisherige Teilnahmen | bisherige Teilnahmen                                                         |
| Land                | qualifiziert als                        | Datum der Qualifikation | Anzahl               | Jahre                                                                        |
| ------------------- | --------------------------------------- | ----------------------- | -------------------- | ---------------------------------------------------------------------------- |
| England             | Gastgeber                               | 7. November 2013        | 09                   | 1983, 1986, 1990, 1994, 1998, 2002, 2006, 2010, 2014                         |
| Neuseeland          | 3. FIH Hockey World League Brüssel      | 29. Juni 2017           | 07                   | 1983, 1986, 1990, 1998, 2002, 2010, 2014                                     |
| Volksrepublik China | 2. FIH Hockey World League Brüssel      | 29. Juni 2017           | 07                   | 1990, 1994, 1998, 2002, 2006, 2010, 2014                                     |
| Niederlande         | Europameister                           | 29. Juni 2017           | 13                   | 1974, 1976, 1978, 1981, 1983, 1986, 1990, 1994, 1998, 2002, 2006, 2010, 2014 |
| Südkorea            | 4. FIH Hockey World League Brüssel      | 29. Juni 2017           | 07                   | 1990, 1994, 1998, 2002, 2006, 2010, 2014                                     |
| Australien          | Ozeanienmeister                         | 2. Juli 2017            | 10                   | 1981, 1983, 1986, 1990, 1994, 1998, 2002, 2006, 2010, 2014                   |
| Vereinigte Staaten  | 1. FIH Hockey World League Johannesburg | 18. Juli 2017           | 08                   | 1983, 1986, 1990, 1994, 1998, 2002, 2006, 2014                               |
| Argentinien         | Panamerikameister                       | 18. Juli 2017           | 13                   | 1974, 1976, 1978, 1981, 1983, 1986, 1990, 1994, 1998, 2002, 2006, 2010, 2014 |
| Deutschland         | 2. FIH Hockey World League Johannesburg | 18. Juli 2017           | 13                   | 1974, 1976, 1978, 1981, 1983, 1986, 1990, 1994, 1998, 2002, 2006, 2010, 2014 |
| Japan               | 6. FIH Hockey World League Johannesburg | 20. Juli 2017           | 07                   | 1978, 1981, 1990, 2002, 2006, 2010, 2014                                     |
| Südafrika           | Afrikameister                           | 20. Juli 2017           | 05                   | 1998, 2002, 2006, 2010, 2014                                                 |
| Irland              | 7. FIH Hockey World League Johannesburg | 12. August 2017         | 03                   | 1986, 1994, 2002                                                             |
| Italien             | 6. FIH Hockey World League Brüssel      | 26. August 2017         | 01                   | 1976                                                                         |
| Spanien             | 7. FIH Hockey World League Brüssel      | 15. Oktober 2017        | 10                   | 1974, 1976, 1978, 1981, 1986, 1990, 1994, 2002, 2006, 2010                   |
| Indien              | Asienmeister                            | 22. Oktober 2017        | 06                   | 1974, 1978, 1983, 1998, 2006, 2010                                           |
| Belgien             | 8. FIH Hockey World League Brüssel      | 29. Oktober 2017        | 05                   | 1974, 1976, 1978, 1981, 2014                                                 |

fett = Weltmeister im jeweiligen Jahr

## Gruppen
Die Gruppen wurden nach der Weltrangliste des Welthockeyverbandes FIH eingeteilt.
| Gruppe A                | Gruppe B               | Gruppe C        | Gruppe D       |
| ----------------------- | ---------------------- | --------------- | -------------- |
| Niederlande (1)         | England (2)            | Argentinien (3) | Neuseeland (4) |
| Volksrepublik China (8) | Vereinigte Staaten (7) | Deutschland (6) | Australien (5) |
| Südkorea (9)            | Indien (10)            | Spanien (11)    | Japan (12)     |
| Italien (17)            | Irland (16)            | Südafrika (14)  | Belgien (13)   |

In Klammern sind die Platzierungen in der Weltrangliste der FIH zur Zeit der Gruppeneinteilung angegeben.

## Schiedsrichter
Folgende Schiedsrichter wurden von der FIH für die Weltmeisterschaft nominiert:
- Michelle Joubert
- Laurine Delforge
- Kelly Hudson
- Maggie Giddens
- Aleisha Neumann
- Irene Presenqui
- Sarah Wilson
- Xiaoying Liu
- Michelle Meister
- Amber Church
- Emi Yamada
- Carolina de la Fuente
- Annelize Rostron
- Alison Keogh
- Ayanna McClean

## Gruppenphase
Legende

Alle Zeitangaben sind in Ortszeit (UTC+1) angegeben und damit eine Stunde gegenüber MESZ versetzt.

### Gruppe A
Spielplan
| Datum         | Zeit      | Begegnung                         | Ergebnis   | MR |
| ------------- | --------- | --------------------------------- | ---------- | -- |
| 22. Juli 2018 | 11:00 Uhr | Volksrepublik China – Italien     | 00:3 (0:1) |    |
| 22. Juli 2018 | 17:00 Uhr | Niederlande – Südkorea            | 07:0 (7:0) |    |
| 27. Juli 2018 | 18:00 Uhr | Volksrepublik China – Niederlande | 01:7 (0:4) |    |
| 27. Juli 2018 | 20:00 Uhr | Südkorea – Italien                | 00:1 (0:0) |    |
| 29. Juli 2018 | 11:00 Uhr | Südkorea – Volksrepublik China    | 01:1 (1:1) |    |
| 29. Juli 2018 | 13:00 Uhr | Niederlande – Italien             | 12:1 (5:1) |    |

| Pl. | Mannschaft          | Sp. | S | U | N | Tore  | Diff. | Pkt. |
| --- | ------------------- | --- | - | - | - | ----- | ----- | ---- |
| 1.  | Niederlande         | 3   | 3 | 0 | 0 | 26:20 | +24   | 9    |
| 2.  | Italien             | 3   | 2 | 0 | 1 | 05:12 | 0−7   | 6    |
| 3.  | Südkorea            | 3   | 0 | 1 | 2 | 01:90 | 0−8   | 1    |
| 4.  | Volksrepublik China | 3   | 0 | 1 | 2 | 02:11 | 0−9   | 1    |

### Gruppe B
Spielplan
| Datum         | Zeit      | Begegnung                    | Ergebnis  | MR |
| ------------- | --------- | ---------------------------- | --------- | -- |
| 21. Juli 2018 | 14:00 Uhr | England – Indien             | 1:1 (0:1) |    |
| 21. Juli 2018 | 18:00 Uhr | Vereinigte Staaten – Irland  | 1:3 (1:2) |    |
| 25. Juli 2018 | 20:00 Uhr | Vereinigte Staaten – England | 1:1 (0:0) |    |
| 26. Juli 2018 | 14:00 Uhr | Indien – Irland              | 0:1 (0:1) |    |
| 29. Juli 2018 | 17:00 Uhr | Indien – Vereinigte Staaten  | 1:1 (0:1) |    |
| 29. Juli 2018 | 19:00 Uhr | England – Irland             | 1:0 (0:0) |    |

| Pl. | Mannschaft         | Sp. | S | U | N | Tore | Diff. | Pkt. |
| --- | ------------------ | --- | - | - | - | ---- | ----- | ---- |
| 1.  | Irland             | 3   | 2 | 0 | 1 | 4:2  | +2    | 6    |
| 2.  | England            | 3   | 1 | 2 | 0 | 3:2  | +1    | 5    |
| 3.  | Indien             | 3   | 0 | 2 | 1 | 2:3  | −1    | 2    |
| 4.  | Vereinigte Staaten | 3   | 0 | 2 | 1 | 3:5  | −2    | 2    |

### Gruppe C
Spielplan
| Datum         | Zeit      | Begegnung                 | Ergebnis  | MR |
| ------------- | --------- | ------------------------- | --------- | -- |
| 21. Juli 2018 | 12:00 Uhr | Deutschland – Südafrika   | 3:1 (1:0) |    |
| 22. Juli 2018 | 13:00 Uhr | Argentinien – Spanien     | 6:2 (4:1) |    |
| 25. Juli 2018 | 18:00 Uhr | Deutschland – Argentinien | 3:2 (3:2) |    |
| 26. Juli 2018 | 12:00 Uhr | Spanien – Südafrika       | 7:1 (2:0) |    |
| 28. Juli 2018 | 12:00 Uhr | Spanien – Deutschland     | 1:3 (1:1) |    |
| 28. Juli 2018 | 14:00 Uhr | Argentinien – Südafrika   | 1:1 (0:1) |    |

| Pl. | Mannschaft  | Sp. | S | U | N | Tore  | Diff. | Pkt. |
| --- | ----------- | --- | - | - | - | ----- | ----- | ---- |
| 1.  | Deutschland | 3   | 3 | 0 | 0 | 09:40 | +5    | 9    |
| 2.  | Argentinien | 3   | 1 | 1 | 1 | 09:60 | +3    | 4    |
| 3.  | Spanien     | 3   | 1 | 0 | 2 | 10:10 | ±0    | 3    |
| 4.  | Südafrika   | 3   | 0 | 1 | 2 | 03:11 | −8    | 1    |

Deutschland ist als Gruppensieger direkt für das Viertelfinale qualifiziert, während Argentinien und Spanien in Überkreuzspielen mit Vertretern der Gruppe D es noch erreichen können.

### Gruppe D
Spielplan
| Datum         | Zeit      | Begegnung               | Ergebnis  | MR |
| ------------- | --------- | ----------------------- | --------- | -- |
| 21. Juli 2018 | 20:00 Uhr | Australien – Japan      | 3:2 (2:0) |    |
| 22. Juli 2018 | 19:00 Uhr | Neuseeland – Belgien    | 4:2 (1:2) |    |
| 24. Juli 2018 | 12:30 Uhr | Japan – Neuseeland      | 2:1 (0:0) |    |
| 24. Juli 2018 | 14:30 Uhr | Australien – Belgien    | 0:0       |    |
| 28. Juli 2018 | 18:00 Uhr | Japan – Belgien         | 3:6 (0:3) |    |
| 28. Juli 2018 | 20:00 Uhr | Neuseeland – Australien | 1:1 (1:1) |    |

| Pl. | Mannschaft | Sp. | S | U | N | Tore  | Diff. | Pkt. |
| --- | ---------- | --- | - | - | - | ----- | ----- | ---- |
| 1.  | Australien | 3   | 1 | 2 | 0 | 04:30 | +1    | 5    |
| 2.  | Belgien    | 3   | 1 | 1 | 1 | 08:70 | +1    | 4    |
| 3.  | Neuseeland | 3   | 1 | 1 | 1 | 06:50 | +1    | 4    |
| 4.  | Japan      | 3   | 1 | 0 | 2 | 07:10 | −3    | 3    |

## Finalrunde
Alle Zeitangaben sind in Ortszeit (UTC+1) angegeben und damit eine Stunde gegenüber MESZ versetzt.

### Überkreuzspiele
| Datum         | Zeit      | Begegnung                | Ergebnis       | MR |
| ------------- | --------- | ------------------------ | -------------- | -- |
| 30. Juli 2018 | 18:00 Uhr | Belgien – Spanien        | 0:0, 2:3 n. S. |    |
| 30. Juli 2018 | 20:15 Uhr | Argentinien – Neuseeland | 2:0 (1:0)      |    |
| 31. Juli 2018 | 18:00 Uhr | Italien – Indien         | 0:3 (0:1)      |    |
| 31. Juli 2018 | 20:15 Uhr | England – Südkorea       | 2:0 (1:0)      |    |

### Viertelfinale
Im Viertelfinale trafen die vier Gruppensieger der Vorrunde jeweils auf einen Gewinner eines Überkreuzspiels. Dabei wollte es der Spielplan, dass mit Deutschland und Irland gleich zwei Gruppensieger erneut auf einen Gegner aus der eigenen Vorrundengruppe trafen, im Falle Deutschlands sogar in zwei aufeinanderfolgenden Spielen. Die Sieger der Viertelfinalspiele qualifizierten sich für das Halbfinale, die Verlierer schieden aus dem Turnier aus.
| Datum          | Zeit      | Begegnung                | Ergebnis       | MR |
| -------------- | --------- | ------------------------ | -------------- | -- |
| 1. August 2018 | 18:00 Uhr | Deutschland – Spanien    | 0:1 (0:0)      |    |
| 1. August 2018 | 20:15 Uhr | Australien – Argentinien | 0:0, 4:3 n. S. |    |
| 2. August 2018 | 18:00 Uhr | Irland – Indien          | 0:0, 3:1 n. S. |    |
| 2. August 2018 | 20:15 Uhr | Niederlande – England    | 2:0 (1:0)      |    |

### Halbfinale
| Datum          | Zeit      | Begegnung                | Ergebnis             | MR |
| -------------- | --------- | ------------------------ | -------------------- | -- |
| 4. August 2018 | 14:00 Uhr | Irland – Spanien         | 1:1, 3:2 n. S. (1:0) |    |
| 4. August 2018 | 16:30 Uhr | Niederlande – Australien | 1:1, 3:1 n. S. (1:0) |    |

### Spiel um Platz 3
| Datum          | Zeit      | Begegnung            | Ergebnis  | MR |
| -------------- | --------- | -------------------- | --------- | -- |
| 5. August 2018 | 14:00 Uhr | Australien – Spanien | 1:3 (0:2) |    |

### Finale
| Datum          | Zeit      | Begegnung            | Ergebnis  | MR |
| -------------- | --------- | -------------------- | --------- | -- |
| 5. August 2018 | 16:30 Uhr | Niederlande – Irland | 6:0 (4:0) |    |

## Endklassement
| Rang | Mannschaft          |
| ---- | ------------------- |
| 01   | Niederlande         |
| 02   | Irland              |
| 03   | Spanien             |
| 04   | Australien          |
|      |                     |
| 05   | Deutschland         |
| 06   | England             |
| 07   | Argentinien         |
| 08   | Indien              |
|      |                     |
| 09   | Italien             |
| 10   | Belgien             |
| 11   | Neuseeland          |
| 12   | Südkorea            |
|      |                     |
| 13   | Japan               |
| 14   | Vereinigte Staaten  |
| 15   | Südafrika           |
| 16   | Volksrepublik China |

## Medaillengewinnerinnen
| Platz | Land        | Sportlerinnen |
| ----- | ----------- | --- |
| 1     | Niederlande | Anne Veenendaal, Sanne Koolen, Kitty van Male, Malou Pheninckx, Laurien Leurink, Xan de Waard, Marloes Keetels, Carlien Dirkse van den Heuvel, Kelly Jonker, Lidewij Welten, Caia van Maasakker, Frédérique Matla, Ireen van den Assem, Laura Nunnink, Lauren Stam, Josine Koning, Margot van Geffen, Eva de Goede |
| 2     | Irland      | Grace O’Flanagan, Yvonne O’Byrne, Nicola Evans, Kathryn Mullan, Shirley McKay, Megan Frazer, Elena Tice, Emily Beatty, Gillian Pinder, Róisín Upton, Ayeisha McFerran, Chloe Watkins, Lizzie Colvin, Nicola Daly, Hannah Matthews, Anna O’Flanagan, Zoe Wilson, Deirdre Duke, Alison Meeke                         |
| 3     | Spanien     | María Ruiz, Rocio Gutierrez, Carlota Petchamé, Carola Salvatella, María López, Berta Bonastre, Cristina Guinea, Carmen Cano, Maialen García, Lola Riera, Julia Pons, Begoña García, Xantal Giné, Beatriz Perez, Georgina Oliva, Alicia Magaz, Lucía Jiménez, Melanie García (ohne Einsatz)                         |